# Luísa Sobral
Luísa Sobral, född 18 september 1987 i Lissabon, Portugal, är en portugisisk låtskrivare och artist.
Hon är syster till sångaren Salvador Sobral och har skrivit låten Amar pelos dois som var Portugals bidrag i Eurovision Song Contest 2017. Denna låt vann också hela tävlingen.